# Festival Primavera Fauna
Festival Primavera Fauna est un festival international de musique qui se tient à Santiago, au Chili, depuis 2011 ; en 2019, trois mois avant le début de l'événement, il est annulé ; cette même année, Fauna Producciones entame une procédure de faillite. Sur les 8 éditions, 7 sont organisées à l'Espacio Broadway dans le quartier de Pudahuel ; seule la 6e édition, en 2016, a d'autres lieux : Espacio Centenario sur l'Avenida Las Condes (jour) et Espacio Riesco (nuit) dans le quartier de Huechuraba. Le festival rassemble différents styles musicaux, mais il est surtout connu pour être un festival de rock indépendant. Depuis ses débuts, des groupes au succès mondial, tels que 2ManyDJs, Icona Pop, Morrisey, Empire of the Sun, Phoenix, Iggy Azalea, Tame Impala et The Lumineers, entre autres, s'y sont produits.

## Histoire
La première version du festival est organisée le samedi 5 novembre 2011 aux piscines de l'Espacio Broadway — situé au km 16 de la route 68, commune de Pudahuel — et attire plus de 6 000 visiteurs. Elle comprend une scène internationale, une scène nationale et une scène de musique électronique appelée Pool Party. Le coût de cet événement s'élève à 250 000 dollars.